# Herbert Koch (Mediziner)
Herbert Koch (* 5. Juli 1882 in Rodaun bei Wien; † 18. April 1968 in Wien) war ein österreichischer Pädiater.

## Leben
Koch studierte an der Universität Wien Medizin. Er wurde 1901 im Corps Saxonia Wien aktiv und zeichnete sich als Subsenior und zweimal als Senior aus. 1906 wurde er in Wien zum Dr. med. promoviert. Ab 1. Oktober 1911 war er an der Wiener Universitätskinderklinik tätig. Nachdem er von Juli 1915 bis 1918 am Ersten Weltkrieg teilgenommen hatte, kehrte er in die Wiener Klinik zurück. Am 9. März 1921 habilitierte er sich für Pädiatrie. Am 5. Juli 1933 wurde er zum titulierten (nichtbesoldeten) a.o. Professor ernannt. Das Akademische Corps Teutonia zu Graz verlieh ihm im selben Jahr das Band. Die Universität Graz (Medizinische Fakultät mit 1. Jänner 2004 als Medizinische Universität Graz ausgegliedert) berief ihn am 1. Juli 1935 als besoldeten a.o. Professor und Vorstand der Kinderklinik. Zum 1. Juni 1940 trat er der NSDAP bei (Mitgliedsnummer 7.642.735). Seit dem 1. März 1943 o. Professor, wurde er am 31. Juli 1946 emeritiert. 1950 erhielt er noch das Band des Corps Joannea. Er wurde am Wiener Zentralfriedhof bestattet.